# Lega Pro Prima Divisione
A Lega Pro Prima Divisione era equivalente a terceira divisão do campeonato italiano até 2014. Seu nome até 2008 era Série C1. O torneio era dividido em dois grupos de 18 equipes, 36 no total cada, com quatro acessos para o Campeonato Italiano Serie B.
Em 2008, o campeonato se reformulou, mantendo as características de fórmula, mas a manutenção passou a ser feita por uma liga de clubes. O campeonato também já teve grandes equipes do futebol italiano atuando, como o Parma e a Fiorentina. O grande problema é que com o planejamento as equipes não podem ter dívidas, o que acaba levando a desistências de equipes com pouca estrutura ou de equipes a beira da falência.

## Campeões
Esta é a lista de campeões ao longo das diversas fases do torneio.

### Serie C1
| Temporada | Campeão grupo A | Campeão grupo B |
| --------- | --------------- | --------------- |
| 1978-79   | Como            | Matera          |
| 1979-80   | Varese          | Catania         |
| 1980-81   | Reggiana        | Cavese          |
| 1981-82   | Atalanta        | Arezzo          |
| 1982-83   | Triestina       | Empoli          |
| 1983-84   | Parma           | Bari            |
| 1984-85   | Brescia         | Catanzaro       |
| 1985-86   | Parma           | Messina         |
| 1986-87   | Piacenza        | Catanzaro       |
| 1987-88   | Ancona          | Licata          |
| 1988-89   | Reggiana        | Cagliari        |
| 1989-90   | Modena          | Taranto         |
| 1990-91   | Piacenza        | Casertana       |
| 1991-92   | Spal            | Ternana         |
| 1992-93   | Ravenna         | Palermo         |
| 1993-94   | Chievo Verona   | Perugia         |
| 1994-95   | Bologna         | Reggina         |
| 1995-96   | Ravenna         | Lecce           |
| 1996-97   | Treviso         | Fidelis Andria  |
| 1997-98   | Cesena          | Cosenza         |
| 1998-99   | Alzano Virescit | Fermana         |
| 1999-00   | Siena           | Crotone         |
| 2000-01   | Modena          | Palermo         |
| 2001-02   | Livorno         | Ascoli          |
| 2002-03   | Treviso         | Avellino        |
| 2003-04   | Arezzo          | Catanzaro       |
| 2004-05   | Cremonese       | Rimini          |
| 2005-06   | Spezia          | Napoli          |
| 2006-07   | Grosseto        | Ravenna         |
| 2007-08   | Sassuolo        | Salernitana     |
| 2008-09   | Cesena          | Gallipoli       |

### Lega Pro Prima Divisione
| Temporada | Campeão do grupo A | Campeão do grupo B |
| --------- | ------------------ | ------------------ |
| 2008–09   | Cesena             | Gallipoli          |
| 2009–10   | Novara             | Portogruaro        |
| 2010–11   | Gubbio             | Nocerina           |
| 2011–12   | Ternana            | Spezia             |
| 2012–13   | Trapani            | Avellino           |
| 2013–14   | Virtus Entella     | Perugia            |

## Histórico de participações
Entre 1978 e 2014, 175 agremiações participaram da Lega Pro Prima Divisione. Algumas equipes da Serie A também estiveram na competição.
- 23 vezes: Carrarese e SPAL
- 22 vezes: Benevento e Reggiana
- 21 vezes: Salernitana e Spezia
- 19 vezes: Arezzo e  Prato
- 18 vezes: Como e Foggia
- 16 vezes: Avellino, Modena, Monza, Ternana, Nocerina, Lucchese, Lumezzane
- 15 vezes: Casarano, Livorno, Alessandria, Cremonese
- 14 vezes: Barletta, Giulianova, Padova, Siena, Taranto, Pisa, Pistoiese, Pavia
- 13 vezes: Perugia, Juve Stabia, Reggina, Ancona
- 12 vezes: Carpi, Chieti, Empoli, Sambenedettese, Novara, Pro Patria
- 11 vezes: Andria BAT, Casertana, Catania, Cavese, Virtus Lanciano, Piacenza, Rimini, Trento, Treviso, Triestina, Torres, Mantova, Paganese, Pro Sesto, Vicenza
- 10 vezes: Cosenza, Fano, Ischia Isolaverde, Lecco, Lodigiani, Siracusa, Varese, Viareggio, Teramo
- 9 vezes: Acireale, Campania Puteolana, Fermana, Palermo, Sorrento, Ascoli
- 8 vezes: Cittadella, Massese, Monopoli, Montevarchi, Ravenna, Vis Pesaro, Martina
- 7 vezes: Atletico Catania, Francavilla, Frosinone, Nola, Sanremese, Sora, AlbinoLeffe, Catanzaro
- 6 vezes: Alzano Virescit, Brescello, Campobasso, Casale, Cesena, Crotone, Foligno, Giarre, Gualdo, Legnano, Parma, Pescara, Turris, Venezia
- 5 vezes: Brindisi, Castel di Sangro, Chievo, Fiorenzuola, Forlì, L'Aquila, Licata, Messina, Pergocrema, Potenza, Rende, Rondinella, Savoia, Trapani, Viterbese, Grosseto
- 4 vezes: Latina, Leffe, Palazzolo, Portogruaro, San Marino, Sangiovannese, Saronno, Südtirol, Verona, Virescit Boccaleone, FeralpiSalò
- 3 vezes: Battipagliese, Bologna, Brescia, Centese, Derthona, Gallipoli, Gubbio, Lecce, Manfredonia, Matera, Sant'Angelo, Bassano Virtus, Pontedera
- 2 vezes: Akragas, Baracca Lugo, Biellese, Cagliari, Civitanovese, Gela, Marsala, Napoli, Ospitaletto, Paternò, Pizzighettone, Pro Vercelli, Real Marcianise, Sassuolo, Savona, Tritium, Virtus Entella
- 1 vez: Asti, Atalanta, Atletico Roma, Avezzano, Bari, Crevalcore, Cuneo, Fanfulla, Figline, Genoa, Ivrea, Jesina, Leonzio, Mestre, Pescina V.d.G., Rhodense, Sandonà, Vittoria